# Fanal (opera)

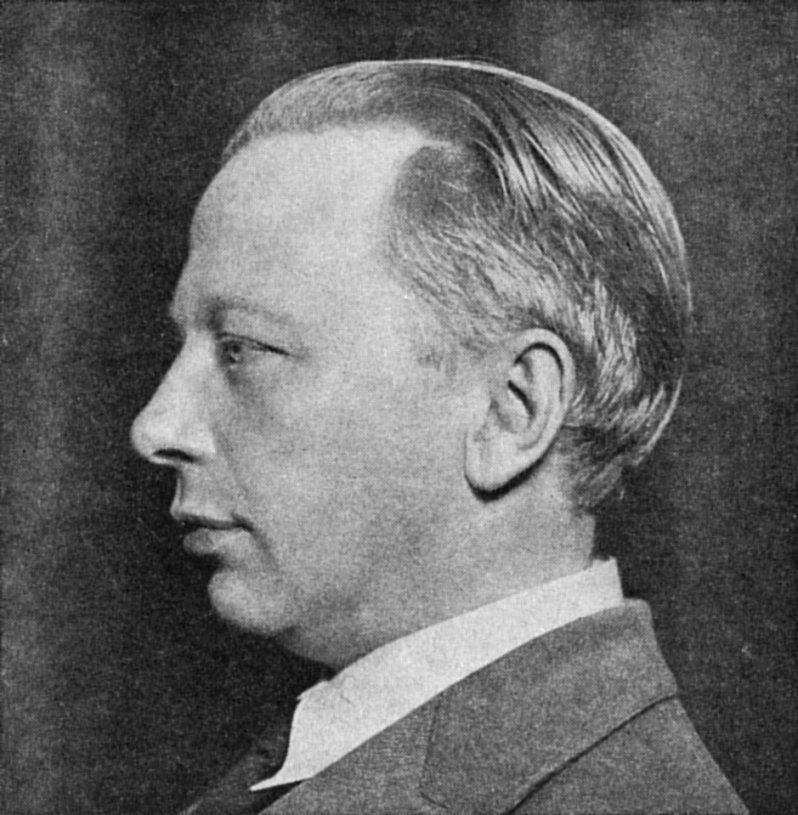
Kurt Atterberg

Fanal är en svensk opera i tre akter med musik av Kurt Atterberg. Librettot skrevs av Ignaz Michael Welleminsky och Oscar Ritter efter Heinrich Heines ballad "Der Schelm von Bergen". Operan hade premiär den 27 januari 1934 på Kungliga Operan i Stockholm.

## Historia
Efter vikingatid (Härvard Harpolekare) och skånsk landsbygd vid seklets början (Bäckahästen), valde Atterberg ett dramatiskt skede i tyskt 1500-tal för sin nästa opera. Under en kongress i Wiesbaden gjorde Atterberg en utflykt till Assmanshausen och riddarborgen Rheinstein. I borgen såg han en tavla föreställande en furste som med knäböjande häst måste tigga bönderna om nåd under de stora bondeoroligheterna i trakten. I samma borg förvarades också en stridshandske och ett svärd som tillhört bondeledaren Götz von Berlichingen. Under hösten 1928 kom Atterberg i kontakt med de tysk-österrikiska författarna Ignaz Michael Welleminskys och Oscar Ritters operatext som utgick just från bondeupproret. Mötet mellan de tre resulterade i ett flerårigt samarbete och till slut operan Flammendes Land, som fick namnet Fanal i Sverige. Atterberg skrev: "Vi diskuterade mycket vad vi skulle kalla verket. På tyska var Flammendes Land självklart, även om operan senare i Lübeck kom att heta Schelm von Bergen. Efter 7 mödor och 9 besvär stannade John Forsell, som var operachef, för Fanal, som kan översättas med brandfackla." Atterberg hade blivit inspirerad av svenska rapporter från processen om Riksdagshusbranden i Berlin, där man använde ordet 'Fanal' för att beskriva branden. Fanal står i Atterbergs mening också för en "folkuppgörelse med stora rättvisa motiv, som urartar i demagogisk terror".
Operan var färdigkomponerad i slutet av 1932 och Atterberg lade ner stort arbete på att få den antagen på någon utländsk scen. Arbetet var länge resultatlöst men till slut blev den antagen till uppförande både på Stockholmsoperan (27 januari 1934) och i tyska Braunschweig (17 februari 1934).

### Verkets uppsättningar i Nazityskland
Atterberg betraktades av de nationalsocialistiska myndigheterna som en viktig kontakt till det svenska musiklivet och blev därför en av de få svenska tonsättare som på nära håll upplevde de drastiska förändringara i det tyska musiklivet efter 1933. Han fungerade som ett slags länk mellan det svenska och det tyska musiklivet. DEn tyske musikvetaren (senare operachefen) Fritz Tutenberg skrev i juni 1932 till Atterberg och hade synpunkter på Atterbergs libretto till Fanal. Tutenberg var tveksam till framställningen av bonden såsom alltför negativ, som "rövare" och "bedragare". Han befarade det "allra värsta" för Atterberg, nämligen att denne kunde hamna på "svarta listan" och utestängas från det tyska musiklivet, om han inte förbättrade denna presentation. Atterberg svarade att han inte alls hade tänkt sig operan som en anknytning till "aktuella händelser" och att han såg den som "ett helt fritt uppdiktat verk".
Precis som urpremiären i Stockholm i januari 1934 blev premiären av Flammendes Land en månad senare i Braunschweig en succé för Kurt Atterberg, som bevistade föreställningen. Såsom ledamot av Kungliga Musikaliska Akademien ansökte Atterberg om 200 kr i resebidrag för att kunna bevista premiären. Akademien beviljade pengarna vilket fick tidningen Arbetet att kritisera beslutet och menade att Atterberg borde ha begärt bidrag från FST (Föreningen svenska tonsättare) eller Stim och inte statliga medel eftersom resan gällde ett rent privat intresse från hans sida. Efter premiären firades han stort och många förklarade för honom att han nu äntligen hade skrivit den opera som de så länge hade väntat på. Den nationalsocialistiska tidningen Völkischer Beobachter beskrev operan som en "problematisk, melodirik opera, vars struktur är klar och raklinjig... Mycket i musiken har sitt ursprung i den svenska egenarten, annat visar de starka intrycken som Atterberg har vunnit från Tyskland, från Wagner, Schillings, Strauss".
Skribenten Friedrich-Wilhelm Donat skrev i Braunschweiger Bühnen-Blätter och hyllade operan slutscen där bönderna och statsmakten sluter fred. Donat tolkade fredsslutet som en seger för det "allmännas bästa" (Wohle der Gesamtheit): bönderna underordnar sin önskan om frihet inför gemenskapens bästa. Fredslutet skulle enligt Atterbergs egna utsagor betyda kärlekens och fredens seger. I Donats uttalande har fredsslutet transformetats till att upproriska individer enhälligt underordnar sig samhällets krav. Dessa tankar rimmade väl med nationalsocialismens föreställning om att individen skulle underordna sig folkgemenskapen. Men Atterbergs opera beskrevs också som en ganska gammalmodig opera på grund av dess traditionella struktur då den byggde på den gamla, klassiska modellen med arior, duetter och körsånger. Enligt Donat skiljde sig Atterberg från mängden och vågade vara gammalmodig i motsats till många andra kompositörer. Det gammalmodiga beskrevs som positivt och Atterberg var ett exempel på en lyckad komposition som höll modernismen på avstånd.
Det fanns planer på att sätta upp Flammendes Land på Berliner Staatsoper, som vid den tiden var Tyskland mest berömda scen. Atterberg stod i kontakt med Wilhelm Furtwängler, som var intresserad av att framföra operan på denna scen. Atterberg försökte även få upp sitt verk på Wiener Staatsoper. Samtidigt skulle den ges ut i tryck i Tyskland. Enligt gällande regler i Nazityskland krävdes ett officiellt godkännande från Propagandaministeriet för detta. Det ledde till att operan kontrollerades efter att den redan hade framförts i Braunschweig, vilket var ovanligt. Vanligtvis prövades musikaliska verk innan de framfördes för första gången. Bedömningen av Flammendes Land gick till på så sätt att Atterberg skickade klaverutdraget till ministeriet medan partituret sändes till Berliner Staatsoper för kontroll. Av korrespondensen i Atterbergs arkiv framgår att Atterberg vid den tiden redan var välkänd på Progagandaministeriet. Även Tyska legationen i Stockholm blandade sig i och skrev ett rekommendationsbrev. Prins Victor av Wied, det tyska sändebudet i Stockholm, skrev den 25 april 1934 att han hoppades på en "så positiv hållning som möjligt" gentemot operan eftersom detta var viktigt för de tysk-svenska musikaliska relationerna. Han rekommenderade operan och varnade för att avvisa den. Wied skrev:
I det svenska musiklivet har tonsättaren Kurt Atterberg både på grund av sin [konstnärliga] produktion och på grund av sitt rådgivande och kritiska arbete en ledande position. I denna sistnämnda egenskap har han alltid varit en mycket förstående bedömare av tyska verk och av tyska artister som uppträder i Sverige; särskilt just nu är han en värdefull faktor och främjare av våra intressen med tanke på den fortfarande mycket kännbara antityska inställningen i vissa kretsar. Hans opera behandlar ett rent tyskt ämne skriven på tyska. Detta har han redan offentligt kritiserats för i kretsar som inte kan få nog av att förkunnda sin antipati mot Tyskland. Därför skulle ett avvisande i de mer positiva kretsarna inte förstås och vara en nackdel på grund av efterverkningarna på vårt arbete på det kulturpolitiska området.
Operan blev godkänd i oktober 1934 men något framförande i Berlin eller Wien blev aldrig av. Däremot sattes den upp i Antwerpen och Lübeck 1935 och senare i München, Dortmund, Kiel, Oslo och Riga med stora framgångar.

## Personer
| Roller                                 | Röstäge     | Rollbesättning vid premiären 27 januari 1934 (Dirigent: Nils Grevillius) |
| -------------------------------------- | ----------- | ------------------------------------------------------------------------ |
| Hertigen                               | Bas         | Leon Björker                                                             |
| Rosamund, hans dotter                  | Sopran      | Helga Görlin                                                             |
| Vasallen                               | Tenor       | Gösta Bäckelin                                                           |
| Befälhavaren över landsknektarna       | Baryton     | Gösta Lindberg                                                           |
| 1:a landsknekten                       | Baryton     | Gösta Bergström                                                          |
| 2:a landsknekten                       |             | Gösta Martinson                                                          |
| 3:e landsknekten                       | Tenor       | Albin Nordström                                                          |
| Martin Skarp, bödelns son              | Tenor       | Jussi Björling                                                           |
| Bödelskänkan, hans mor                 | Mezzosopran | Brita Ewert                                                              |
| Jost Hundsheimer                       | Basbaryton  | Joel Berglund                                                            |
| Kunrad                                 | Baryton     | Conny Molin                                                              |
| Rochus                                 | Baryton     | Emile Stiebel                                                            |
| Hövitsmannen                           | Bas         | Sven d'Ailly                                                             |
| Pankratz Knipperlein, en stadsskrivare | Tenor       | Simon Edwardsen                                                          |
| Ursel                                  | Sopran      | Karin Rydqvist                                                           |
| En värdshusvärd                        | Tenor       | Birger Biguet                                                            |

## Handling
Handlingen i operan bygger huvudsakligen på två historier. Den ena är en gammal Rhensaga (Rheinsage) som Heinrich Heine skrev en dikt om med titeln Schelm von Bergen. Denna saga tar upp föreställningar om bödeln som en person som befanns sig utanför bygemenskapen på grund av sitt yrke. Umgänget med honom sågs som farligt eftersom man kunde bli "smittad" med ondska. Heines dikt handlar om en bödel som klär ut sig till en stilig man och går på maskerad där han får dansa med hertiginnan. Hon blir nyfiken på sin kavaljer och river masken av honom. Då avslöjas bödelns identitet. För att rädda hertiginnans ära blir bödeln dubbad till riddare.
Den andra tråden i librettot är bondeupproren i Tyskland 1524-1525 som blodigt slogs ner av makthavarna. I librettot till operan har författarna flyttat berättelsen om bödeln som riddare till 1500-talet och använt bondekrigen som en kontext till handlingen. I Fanal är det bödelns son, Martin Skarp, som av de upproriska bönderna betraktas som den onde, men som beskrivs som en i grund och botten god människa. Han blir förälskad i hertigens dotter, prinsessan Rosamund, och räddar henne från hämndlystna bönder som tagit henne till fånga, eftersom de ser henne som en representant för en orättvis styranade överhet i samhället. Librettots hjältar är prinsessan Rosamund och Martin Skarp som efter många omvägar hittar varandra i ett lyckligt slut, när Martin Skarp dubbas till riddare och en fredsuppgörelse mellan bönderna och hertigen avtalas.